# Amtsgericht Neustadt am Rübenberge

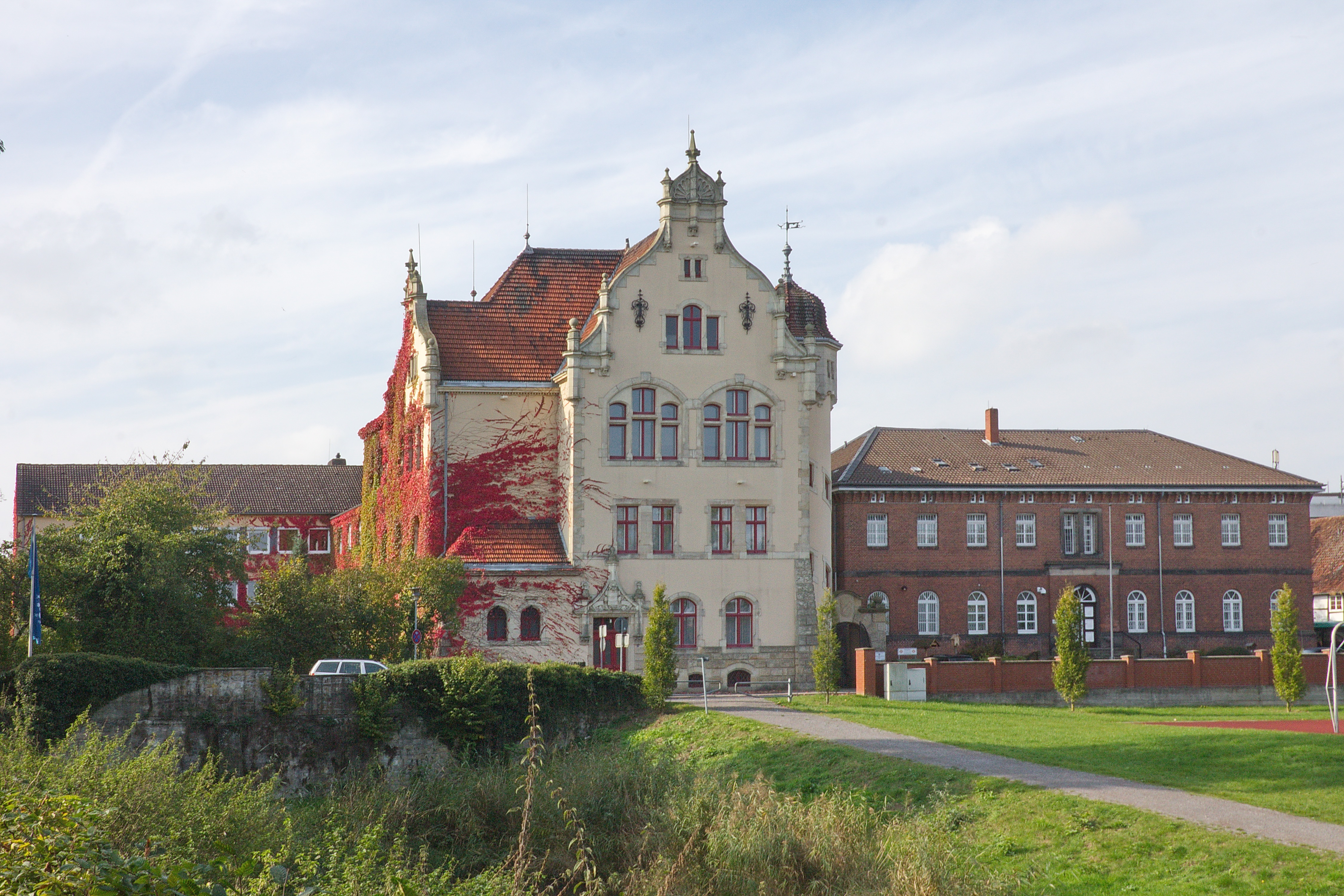
Amtsgericht Neustadt am Rübenberge

Das Amtsgericht Neustadt am Rübenberge ist eines von sechs Amtsgerichten im Bezirk des Landgerichts Hannover. Es hat seinen Sitz in Neustadt am Rübenberge in Niedersachsen.

## Zuständigkeiten
Das Amtsgericht Neustadt ist für die Städte Neustadt am Rübenberge, Garbsen und Wunstorf zuständig und damit für rund 151.000 Personen.
Ihm ist das Landgericht Hannover übergeordnet. Zuständiges Oberlandesgericht ist das Oberlandesgericht Celle.

## Geschichte
Mit dem am 1. Oktober 1852 in Kraft getretenen hannoverschen Gerichtsverfassungsgesetz vom 8. November 1850 wurde in Neustadt das Amtsgericht eingerichtet und dem Obergericht Hannover untergeordnet. Anfangs hatte der Amtsgerichtsbezirk rund 11.700 Gerichtseingesessene. Durch die Auflösung der Amtsgerichte in Schloß Ricklingen (1855), Wunstorf und Wölpe (beide 1859) vergrößerte sich der Zuständigkeitsbereich des Neustädter Amtsgerichts. 1977 wurde das Amtsgericht Familiengericht.

## Gebäude
Das Gericht war zunächst im Schloss Landestrost untergebracht. Aufgrund von Platzproblemen wurden 1884 weitere Räume angemietet, 1903 wurde dann das heutige Gebäude an der Schlossstraße errichtet. Der Altbau wurde 1967 um einen Anbau am Ludwig-Enneccerus-Platz erweitert, der heute das Hauptgebäude beherbergt. Das Nebengebäude befinden sich in der Schlossstraße neben dem Schloss Landestrost in unmittelbarer Nähe zum Hauptgebäude.